# رين ياماموتو
رين ياماموتو (باليابانية: 山本 蓮) (13 مايو 1997 في كيوتو في اليابان – )؛ هو لاعب كرة قدم ياباني سابق كان يلعب كلاعب وسط.

## وصلات خارجية
- رين ياماموتو على موقع رابطة كرة القدم اليابانية للمحترفين (اليابانية)
- رين ياماموتو على موقع قاعدة بيانات كرة القدم.إي يو (الإنجليزية)
- رين ياماموتو على موقع Soccerway.com (الإنجليزية)